# Ornithion semiflavum
Tiraninho-de-barriga-amarela ou poaieiro-de-coroa-cinzenta (Ornithion semiflavum) é uma espécie de ave da família Tyrannidae.
Pode ser encontrada nos seguintes países: Belize, Costa Rica, Guatemala, Honduras, México e Nicarágua.
Os seus habitats naturais são: florestas subtropicais ou tropicais húmidas de baixa altitude e florestas secundárias altamente degradadas.